# Померой, Сара
Сара Б. Померой (Sarah B. Pomeroy; род. 13 марта 1938, Нью-Йорк) — американский историк-антиковед, специалист по социальной истории и в особенности по женщинам в античности.
Доктор философии (1961), эмерит — заслуженный профессор Городского университета Нью-Йорка, член Американского философского общества (2014).
Окончила Барнард-колледж (бакалавр, 1957).
В Колумбийском университете получила степени магистра искусств (1959) и доктора философии (1961).
Её научный руководитель был учеником М. И. Ростовцева, также среди её учителей был Otto Brendel.
В 1962—1963 гг. изучала римское право в школе права того же университета. Своё первое академическое назначение получила в Техасском университете в Остине (1961—1962 гг.).
В 1964 году поступила в штат Городского университета Нью-Йорка, в частности в его Хантерский колледж, с 2003 года эмерит — заслуженный профессор классики и истории.
Отмечена City University President’s Award for Excellence in Scholarship (1995). Гуггенхеймовский стипендиат (1998).
Трое детей, внуки.
Автор и редактор 12 книг.
Автор Women in Hellenistic Egypt: From Alexander to Cleopatra (1990), Women’s History and Ancient History (1991), Xenophon’s Oeconomicus: A Social and Historical Commentary (1995), Families in Classical and Hellenistic Greece: Representations and Realities (1999). Её книга Mari Sibylla Merian: Artist, Scientist, Adventurer отмечена 2018 Moonbeam Children’s Book Award Gold Medal.